# Фокс, Кэролайн, 1-я баронесса Холланд
Кэролайн Фокс, 1-я баронесса Холланд из Холланда (англ. Caroline Fox, 1st Baroness Holland; 27 марта 1723, Ричмонд-Хаус, Лондон — 24 июля 1774, Холланд-хаус, Лондон), урождённая леди Джорджиана Кэролайн Леннокс (англ. Lady Georgiana Carolina Lennox) — старшая из сестёр Леннокс, известных аристократок XVIII века. Дочь Чарльза Леннокса, 2-го герцога Ричмонд, и его супруги леди Сары Кадоган.

## Биография
Леди Кэролайн приходилась правнучкой королю Англии Карла II по линии его внебрачного сына Чарльза Леннокса, 1-го герцога Ричмонд, от любовницы Луизы Рене де Керуаль.
В 1744 Кэролайн Леннокс тайно вышла замуж за политика Генри Фокса, который был на 18 лет её старше. Хотя её родители не одобрили брак, он оказался счастливым. У пары было четверо сыновей, из которых взрослого возраста достигли трое:
- Стивен Фокс, 2-й барон Холланд (20 февраля 1745 — 26 декабря 1774), был женат на Мэри Фицпатрик, оставил потомство;
- достопочтенный Чарльз Джеймс Фокс (24 января 1749 — 13 сентября 1806), видный политик-виг, был женат на Элизабет Армистид, не оставил потомство;
- достопочтенный генерал Генри Эдвард Фокс (4 марта 1755 — 18 июля 1811), был женат на Мэриэнн Клейтон, оставил потомство.

Любимая сестра леди Кэролайн, Эмили Леннокс, вышла замуж и уехала жить в Ирландию в 1747 году. В 1750 и 1751 годах родители сестёр Леннокс умерли один за другим, оставив трёх младших дочерей, 8-летнюю Луизу, 6-летнюю Сару и годовалую Сесилию. В своём завещании герцог Ричмонд припомнил Кэролайн безрассудное замужество и поручил опеку над детьми своей второй дочери Эмили и её мужу Джеймсу Фитцджеральду, 20-му графу Килдэр. Леди Кэролайн была оскорблена решением отца, однако надеялась загладить вину, представив младших сестёр при дворе и найдя им мужей.
Килдэры обвиняли Фоксов в том, что это по их вине молодой король Георг III отверг леди Сару, и та неудачно вышла замуж за сэра Чарльза Банбери. Это рассорило сестёр, и они примирились лишь незадолго до смерти леди Кэролайн.
3 мая 1762 года леди Кэролайн был пожалован титул баронессы Холланд из Холланда. Менее чем через год, 17 апреля 1763 года, её супруг стал бароном Холландом из Фоксли.
Леди Кэролайн уже сильно болела, когда 1 июля 1774 года её муж скончался от инфаркта. Она умерла всего 23 дня спустя и была похоронена в Фарли в Уилтшире.

## В кинематографе
В 1999 году на BBC One был показан мини-сериал «Аристократы», снятый на основе биографии Кэролайн и её сестёр за авторством Стеллы Тиллярд. Роль леди Кэролайн исполнила Серена Гордон.